# 228 Agathe
228 Agathe è un asteroide della fascia principale del diametro medio di circa 9,3 km. Scoperto nel 1882, presenta un'orbita caratterizzata da un semiasse maggiore pari a 2,2015731 UA e da un'eccentricità di 0,2413019, inclinata di 2,53823° rispetto all'eclittica.
Il suo nome fu dedicato alla figlia dell'astronomo e matematico Theodor von Oppolzer.